# Pieżma (obwód wołogodzki)
Pieżma (ros. Пежма) – osiedle w Rosji, w obwodzie wołogodzkim, w rejonie wierchowaskim. W 2010 liczyło 291 mieszkańców.